# Paseo Los Próceres
El Paseo Los Próceres es un monumento que está ubicado en la ciudad venezolana de Caracas, cerca del Fuerte Tiuna y la Academia Militar del Ejército Bolivariano. En el paseo están estatuas de los próceres de la Independencia de Venezuela, además de fuentes, escaleras, plazoletas, calzadas y muros. Desde 1993, el Paseo Los Próceres y todo el sistema anexo fue declarado Monumento Histórico Nacional.

## Historia

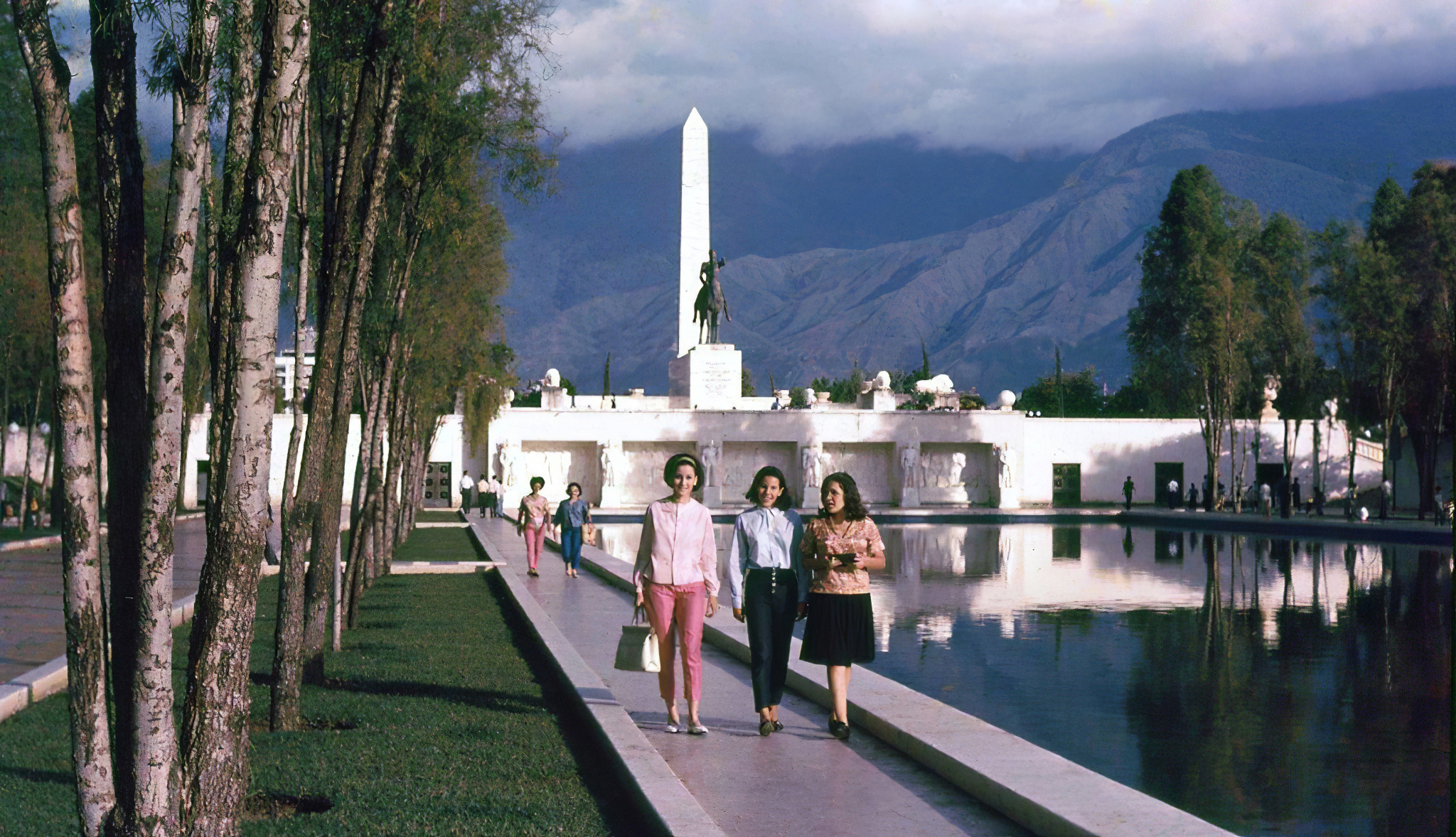
Paseo Los Próceres durante la década de los 60s.

Fue inaugurado en 1956 por el presidente Marcos Pérez Jiménez, denominándola El Sistema de Nacionalidad en honor a las luchas independentistas de Colombia, Panamá, Bolivia, Ecuador, Perú y Venezuela. Fue creada para representar a escala urbana la institución militar venezolana, hace parte del sistema de la Nacionalidad el cual está conformado por varios elementos enlazados por un gran eje vial y peatonal que articula el complejo ceremonial estructurado por el gran Patio de Honor como punto culminante y receptor del eje urbano que se inicia en la Ciudad Universitaria de Caracas.

## Estructura
El monumento está definido por dos filas de postes de iluminación a manera de paredones virtuales. Ubicado en el perímetro del Fuerte Tiuna, el mayor complejo castrense nacional, articula con la Academia Militar de Venezuela, el patio de los desfiles, los monolitos de próceres, un óvalo de fuentes, jardines y ornamentos barrocos. Complementan el complejo arquitectónico copas, copones y otras piezas que rememoran el período helenístico griego como la estatua del dios de las aguas, Poseidón. Desplegado a lo largo de una avenida de dos kilómetros, cuenta con calzadas y tribunas a los lados, mientras en el centro se extienden fuentes, jardines, cuatro monolitos y estatuas enormes en honor a los héroes independentistas. Escenario de grandes desfiles militares y otros actos oficiales, fue encargado al arquitecto Luis Malaussena y desde su apertura se convirtió en un importante exponente de la arquitectura moderna en Venezuela. 
El eje vial se extiende desde las urbanizaciones Santa Mónica hasta El Valle y comienza con el Paseo de los Ilustres, si se le recorre de norte a sur a partir de la Plaza de las Tres Gracias, a un costado de la Ciudad Universitaria. Luego sigue el Paseo de los Símbolos, que termina en la explanada que da origen al Paseo Los Precursores, el cual, a su vez, llega hasta los bloques donde se inicia el Paseo de los Próceres propiamente dicho. El tema de los héroes se convierte en el argumento de esta modernidad nacionalista, las imágenes llegan hasta los orígenes mitológicos y retoman el carácter exótico presente en el estilo Déco.
El Monumento a los Próceres está integrado por cuatro paralelepípedos: dos verticales elaborados en mármol travertino y dos horizontales en mármol negro, cada uno con 30 metros de longitud y un peso total de 300 toneladas. Sobre los muros horizontales se hallan estatuas realizadas en bronce que representan a los héroes de la independencia: Simón Bolívar, Antonio José de Sucre, Rafael Urdaneta, Santiago Mariño, Francisco de Miranda, José Antonio Páez, Manuel Piar, José Félix Ribas, Luis Brión, Juan Bautista Arismendi y José Francisco Bermúdez. En los monolitos se tallaron los nombres de los héroes venezolanos y de las cuatro batallas que sellaron la independencia de los países bolivarianos: Ayacucho, Boyacá, Carabobo y Pichincha, representadas además en alto relieve. El Paseo de los Próceres, que parte de estos emblemáticos bloques, es una amplia avenida en cuyos laterales se hallan tribunas para revistas, paradas y eventos oficiales.
El 9 de diciembre de 2024, se inauguró la Plaza Ayacucho en conmemoración del bicentenario de la Batalla de Ayacucho, resaltan las estatuas ecuestres de Simón Bolívar y Antonio José de Sucre y el mapa de Sudamérica.
El 8 de marzo de 2025, se añade el Paseo de Las Heroínas, el cual cuenta con el mismo diseño del Monumento a los Próceres con dos paralelepípedos horizontales en mármol negro, sobre los cuales se hallan las estatuas de Apacuana, Luisa Cáceres de Arismendi, Cecilia Mujica, Eulalia Buroz, Josefa Camejo, Marta Cumbalé, Josefa Joaquina Sánchez, Bárbara de la Torre, Juana Ramírez "La Avanzadora", Ana María Campos, Manuelita Saénz y Bartolina Sisa.
El Complejo hace parte del Sistema Urbano de la Nacionalidad cuya función original fue conectar la Universidad Central de Venezuela con la Escuela Militar. Fue diseñada en estilo neoclásico por Malaussena la Avenida Los Próceres, presidida por el monumento dedicado a los héroes nacionales, pretendía ocupar, en la geografía urbana de Caracas, el lugar de los Campos Elíseos ocupan en París.
El Paseo Los ilustres es una gran avenida vehicular con calzadas y una isla peatonal en medio, erigido como homenaje a los hijos ilustres de la nación, constituye el punto de intercambio de la población civil y militar, desplazándose hacia un lado el Círculo de las Fuerzas Armadas, sede destinada a los eventos sociales de los miembros de la institución militar. Por su parte, el Paseo de los Símbolos está definido por un conjunto escultórico hecho en bronce, sobre un pedestal de mármol y un espejo de agua. Realizado por Ernesto Maragall en 1957, constituye una alegoría a los símbolos patrios venezolanos: el escudo, la bandera y el himno nacional. Sobre el Paseo Los Precursores, lo caracteriza un indio que se yergue en su caballo, elaborado en bronce, en medio de una plataforma y base de mármol custodiada por dos leones, obra también de Maragall. Un obelisco conmemorativo, caminerías de mosaicos, así como el diseño simétrico del conjunto, ofrecen al lugar un rostro de serenidad, mientras en una de las paredes de la columna se aprecian bajorrelieves realizados en 1957 por el escultor Hugo Daini.
Diseminados entre la sucesión de fuentes, plazoletas y caminerías que van del Monumento de los Precursores al de los Próceres se hallan otras piezas escultóricas en forma de figuras de ninfas, ejecutadas en piedra artificial. En el paseo se pueden observar los murales que relatan la Historia de Venezuela desde la colonización.

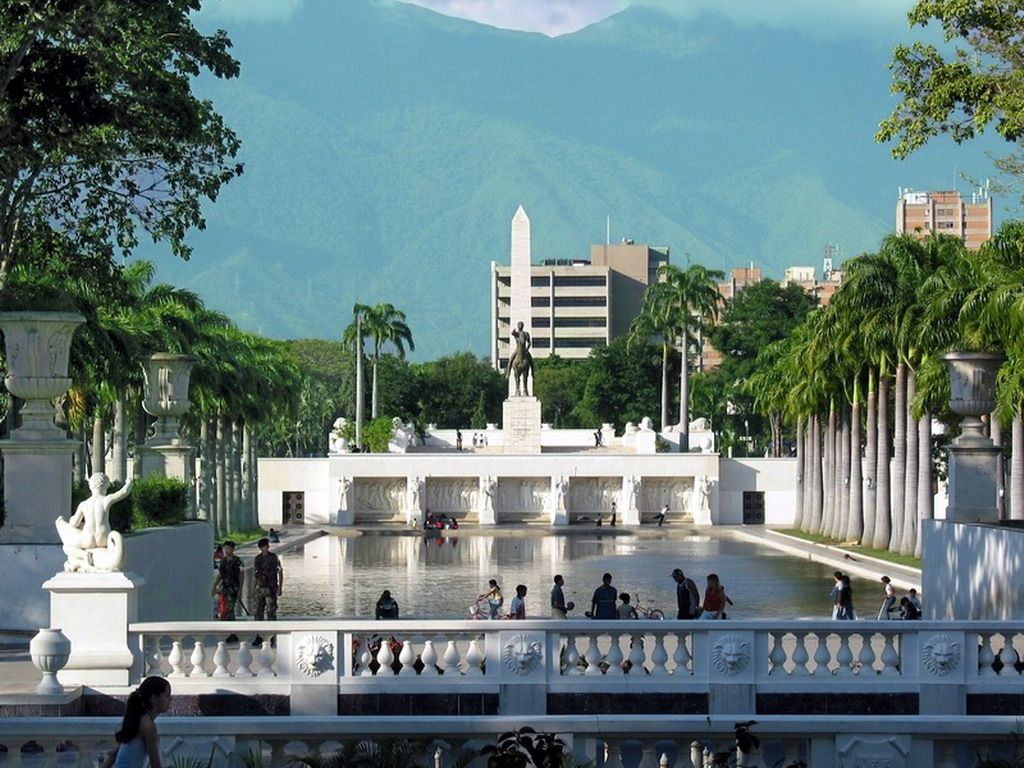
Paseo De Los Próceres Recién Fundado.

En su composición se perciben dos zonas bien diferenciadas: una dedicada a la recreación formal orientada hacia el Paseo de Los Precursores y otra, donde se ubican las habitaciones para los militares del interior del país que vienen a Caracas. Un sistema de corredores, pérgolas y marquesinas con formas sinuosas articulan los diferentes componentes y crean sitios con características distintas según el tipo de funciones que integran. El volumen más destacado del conjunto, el del hotel, acoge una serie de habitaciones con profundos balcones que contrasta con el aspecto macizo de los núcleos de circulación vertical. 
Es una avenida amplia y espaciosa, junto al cuartel más grande de Caracas por lo que es utilizado para los desfiles militares. También se pueden observar unos murales que relatan la historia de Venezuela desde la colonización hasta la liberación a manos de Simón Bolívar, Francisco de Miranda y Antonio José de Sucre. En un principio, se lo concibió como un inmenso escenario para las marchas y desfiles nacionales. Los ciclistas, maratonistas y patinadores visitan el paseo a diario para practicar sus disciplinas y ejercitarse. También sirve de sitio recreativo para familias enteras durante los fines de semana. El Paseo los Próceres cuenta con resguardo de la Policía Militar y patrimonial de Caracas las 24 horas del día.
Se puede llegar a él a través del Metro de Caracas, estación Los Símbolos y la estación Los Ilustres.

## Circuito
Durante la segunda parte de la década de los años 50, las avenidas que recorren el Paseo Los Próceres albergaron tres competiciones automovilísticas en el llamado Gran Premio de Venezuela. El circuito en cuestión es el Circuito Urbano del Paseo Los Próceres.